# Govor na gori
Govor na gori događaj je iz Isusovog života. Nakon što je izabrao apostole i izliječio mnoge bolesne, Isus je održao govor na gori pred mnoštvom ljudi u kojem je dao pregled svoje nauke. Ne spominje se o kojoj se gori radi. Vjeruje se da je to Kurun Hatin ili Brdo Blaženstava. U govoru Isus je proglasio temelje kršćanskog života, dao pravila za život, upute apostolima i prikazao odnos Staroga zavjeta prema Novome.

## Osam blaženstava
Temelje kršćanskog života predstavio je u osam blaženstava. U prvom dijelu svakog blaženstva je kršćanska krepost koju bi trebalo izvršavati, a u drugom dijelu nagrada za krjepost dijelom na ovom svijetu, a potpuno u nebu. Prvo blaženstvo je: "Blago siromasima duhom: njihovo je kraljevstvo nebesko! (Mt 5,3)" Siromasi duhom su siromašni, potlačeni, poniženi ljudi, koji ne traže utjehu u materijalnim bogatstvima, već očekuju utjehu u Bogu sada i na nebu. Isus potiče ljude, da teže nebeskim i duhovnim bogatstvima, a ne zemaljskim. U sljedećim blaženstvima, Isus potiče ljude na krotkost, na strpljivost u nevolji i obuzdavanje srdžbe. Obećava utjehu ožalošćenima, pogotovo onima koji oplakuju svoje grijehe. Nasitit će se pravednosti, oni koji gladuju i žeđaju za njom. 
Milosrđe je Isus uvrstio visoko na listi krjeposti. Želi, da ljudi budu milosrdni jedni prema drugima, pogotovo prema onima u nevoljama i potrebama. Ljudima čista srca Isus obećava najveću sreću u nebu. Čisto srce odnosi se na mirnu savjest čistu od grijeha. Miroljubljivost Isus uzdiže kao hvalevrijednu krjepost. 
Posljednje osmo blaženstvo je: "Blago progonjenima zbog pravednosti: njihovo je kraljevstvo nebesko! (Mt 5,10)." Isus govori kako će kršćani trpjeti zbog vjere, bit će progonjeni, ali će kao nagradu dobiti kraljevstvo nebesko.

## Govor o životnim pitanjima
Poručuje apostolima, da ih čekaju teži progoni nego vjernike, ali neka ih strpljivo podnesu jer ih čeka nagrada na nebu. Službenicima Božjim poručuje, da su "sol zemlje i svjetlost svijeta (Mt 5,13-14)". Ne smiju iznevjeriti svoj poziv usprkos progonima. Ako bi iznevjerli svoje zvanje, zaslužuju izbačenje iz Isusove zajednice, kao što se pokvarena sol baca na ulicu.
Na gori, Isus je očitovao, da ne želi ukinuti Stari zavjet, nego ispuniti ga, da se ostvare starozavjetna proročanstva. Pokudio je farizeje i pismoznance, koji se jako pridržavanju sitnica u zakonu, a zapostavljaju bitno. 
U nastavku govora na gori, Isus je upotpunio i proširio stari židovski zakon, tako da bude novi i vječni. Raspravljao je o ubojstvu. Isus kao korijene ubojstva vidi mržnju koja dolazi iz srca te srdžbu i pogrdne riječi. Potiče ljude, da spriječe u sebi i svom srcu, ono što vodi prema tjelesnom sukobu i ubojstvima. Koncentrira se na ono što prethodi zlu i grijehu i potiče ljude na izmirenje pogotovo prije bogoslužja: "Ako dakle prinosiš dar na žrtvenik pa se ondje sjetiš da tvoj brat ima nešto protiv tebe, ostavi dar ondje pred žrtvenikom, idi i najprije se izmiri s bratom, a onda dođi i prinesi svoj dar (Mt 5,23-24)". 
Sljedeće je govorio o preljubu. Izvor i početak preljuba je požuda. Stari zakon je branio samo preljub, dok Isus potiče vjernike, da misle unaprijed i da spriječe ono što će ih dovesti do preljuba. Isus više gleda na srce, nego na djela. Tko nije sagriješio u srcu, neće ni djelima. Kod Židova, moglo se razvesti tako da se ženi, dade otpusnica. Isus to ne odobrava niti vezu prethodno razvedenih.
Židovi su često davali prisege, zaklinjali se kako bi kod drugih ostvarili povjerenje, često i iz pokvarenih pobuda. Isus ih potiče, da prestanu s time. Nije zabranio svaku prisegu, već prisege bez razloga i zaklinjanje za svaku malenkost. 
Sljedeći govor je o osveti. U Starome zavjetu bilo je pravilo "oko za oko, zub za zub". Isus potiče ljude, da se odreknu osvete i da mržnju ugase ljubavlju. Na silu ne treba odgovarati silom, nego tražiti izlaz mirnim putem. 
Židovi su voljeli druge Židove, a prezirali su strance i neprijatelje. Smatrali su svojom dužnošću, da mrze pogane. Isus im zapovijeda, da ljube i neprijatelje: "Ljubite svoje neprijatelje, molite za one koji vas progone (Mt 5, 44)". Bog daje sunce i kišu i dobrima i zlima. Kada vjernici vole samo sebi slične, onda se ne razlikuju od nevjernika. 
U vezi davanja milostinje, Isus je potaknuo ljude, da to čine u skrovitosti i iz plemenitih namjera, a ne zato da ih drugi vide i slave. Farizeji su se hvalili svojim dobročinstvima. Glavna svrha bila im je, da ih ljudi hvale, a ne da pomognu drugima, što Isus kritizira. Slično je rekao za molitvu. Moliti treba slaveći Boga, a ne zato da se dobije pohvala od ljudi. Kao pravu molitvu Isus je ljudima predstavio molitvu "Oče naš", koju su tada čuli po prvi put. U vezi posta, Isus govori slično kao i u vezi davanja milostinje i molitve. Smisao posta je dar ili žrtva Bogu, a ne pohvala ljudi. Postiti treba u skrovitosti, kako bi to vidio samo Bog.
U nastavku govora, Isus usmjerava ljude da sakupljaju nebesko blago, a ne zemaljsko, jer zemaljsko blago upropaste moljci i ukradu lopovi, dok je nebesko vječno. Govori kako se može služiti samo jednom gospodaru: "Ne može služiti Bogu i bogatstvu (Mt 6,24)." Potiče ljude da vjeruju u Božju providnost i da se ne brinu previše za hranu, jer Bog hrani i poljske ljiljane i ptice nebeske pa će i ljude. Usmjerava ljude da, jedni druge ne osuđuju, pa neće biti osuđeni. Govori kako će molitve biti uslišane: "Ištite i dat će vam se! Tražite i naći ćete! Kucajte i otvorit će vam se! (Mt 7,77)". Ako ljudi pomažu jedni drugima, kada jedni druge zamole, kako im onda Bog ne bi pomogao.

## Zlatno pravilo
Isus daje zlatno pravilo: "Sve dakle, što želite da ljudi vama čine, činite i vi njima. To je, doista, Zakon i Proroci! (Mt 7, 12)". Upozorava ljude, da se čuvaju lažnih proroka, koje će prepoznati po njihovim zlim djelima. 

## Zaključak govora
U zaključku govora na gori, kaže kako je čovjek koji sluša Njegove riječi i izvršava ih poput mudrog čovjeka, koji sagradi kuću na stijeni, kojoj ništa ne može naškoditi, a tko sluša riječi, a ne čini ih, bit će kao ludi čovjek koji sagradi kuću na pijesku, koja neće izdržati pa će od nje nastati ruševina (Mt 7, 26). Isus je završio govor. Mnoštvo je bilo oduševljeno, jer takve riječi nikada prije nisu čuli, jer je Isus učio "kao onaj koji ima vlast, a ne kao njihovi pismoznanci (Mt 7,29)."